# Dési Géza
Dési Géza, 1893-ig Deutsch (Nagyvárad, 1869. szeptember 13. – Budapest, Erzsébetváros, 1945. március 6.) jogi író, politikus.

## Életútja
Deutsch Ármin és Killender Etelka fiaként született. Jogi diplomáját Budapesten szerezte, majd ügyvéd volt Nagyváradon és Budapesten. Bihar vármegyei szolgabíróként a közigazgatási pályán dolgozott. 1905-ben a magyarcsékei kerület szabadelvű párti országgyűlési képviselője volt. Budapesten jogi íróként és elsősorban bűnügyi védőként szerzett hírnevet. 1915-től tagja volt a budapesti törvényhatósági bizottságnak, az izraelita felekezeti életben is vezető szerepet vitt. Az 1926-os választásokon a kormány jelöltje volt és 1935-ig Budapest északi kerületének egységespárti országgyűlési képviselőjeként működött. A Vívó és Atlétikai Club (VAC) elnöki tisztét is betöltötte. Halálát vastagbélhurut okozta. Felesége Krausz Olga volt.
Sírja a Kozma utcai izraelita temetőben található.